# Zarecinîi
Zarecinîi (în rusă. Заречный) este un oraș din regiunea Penza, Federația Rusă, cu o populație de 62.970 locuitori.